# Súng trường tấn công lưỡng dụng ADS
ADS (АДС, Автомат Двухсредный Специальный) là loại súng trường tấn công có thể dùng được cả dưới nước và trên cạn được phát triển cho các đơn vị đặc nhiệm trong lực lượng Hải quân Nga. Súng đã được thử nghiệm với đánh giá tích cực và đang đưa vào dùng thử, dự tính sẽ thay thế hoàn toàn các khẩu súng trường tấn công dưới nước APS cũng như thay thế một số lượng các khẩu AK-74M trong lực lượng hải quân cũng như của các lực lượng đặc nhiệm khác vốn cũng có thể phải chiến đấu dưới nước như an ninh, chống khủng bố... nếu được thông qua.

## Phát triển
Trong hàng thập kỷ các thợ lặn và đặc nhiệm dưới nước của Liên Xô và Nga đã được trang bị các loại vũ khí đặc biệt chuyên dụng cho việc tác chiến dưới nước như khẩu SPP-1 và APS. Các loại vũ khí này có một nhược điểm là nếu mang chiến đấu trên cạn thì hiệu quả không cao cũng như tuổi thọ bị giảm sút đáng kể so với khi dùng dưới nước. Hơn nữa các lực lượng đặc nhiệm như Spetsnaz có yêu cầu phải chiến đấu trong cả hai môi trường nên phải mang hai loại vũ khí khác nhau để dùng cho trên/dưới mặt nước. Vì thế yêu cầu cho một loại vũ khí dùng được trong cả hai môi trường đã được đặt ra.
Mẫu thử nghiệm đầu tiên cho loại vũ khí này là ASM-DT do Konstruktorskoe Buro Priborostroeniya (Конструкторское бюро приборостроения) tại Tula thực hiện khoảng năm 2000 đã ra mắt. Nhưng nó có vấn đề là quá dài do được thiết kế để dùng loại đạn bắn dưới nước vốn dài giống như mũi tên cũng như phải dùng hai loại hộp đạn cho hai loại đạn khác nhau cho hai môi trường vì thế nó bị xem là không thích hợp cho việc chiến đấu. Việc chuyển sang sử dụng thiết kế bullpup cho loại đạn dài cũng không có kết quả khả quan. Việc nghiên cứu tiếp loại vũ khí này tiếp tục đến năm 2005 thì đã thành công trong việc phát triển một loại đạn bắn dưới nước có chiều dài tương đương loại đạn 5,45×39mm và có thể gắn vào hộp đạn AK-74 chuẩn và có thể bắn ngay trong nòng của các loại súng chuyên dùng để chiến đấu trên cạn.
Loại đạn mới được biết với tên 5,45×39 PSP, nó trông bề ngoài giống như loại đạn 5,45×39mm nhưng phần đầu đạn nằm trong vỏ đạn hoàn toàn khác. Đầu đạn có chiều dài tổng thể đến 53mm ấn sâu vào vỏ đạn. Có hai loại đạn là PSP tiêu chuẩn làm bằng thép và PSP-U dùng cho việc tập luyện. PSP tiêu chuẩn có hiệu quả thay đổi theo độ sâu từ 25 m ở độ sâu 5 m đến 18 m ở độ sâu 20 m, với loại đạn dùng để luyện tập thì phạm vi hiệu quả chỉ bằng một nửa.

## Thiết kế
Với việc giải quyết được chiều dài của đạn thì cục thiết kế bắt đầu phát triển một thiết kế mới có thể phù hợp cho cả hai môi trường. Thiết kế của khẩu A-91M đã được chọn để phát triển với thiết kế bullpup, nạp đạn bằng khí nén và khóa nòng xoay. Một số chi tiết của thiết kế phải được điều chỉnh lại để phù hợp cho việc tác chiến dưới nước như việc nạp đạn khí nén sẽ được điều chỉnh là dùng khí hay nước bị nén, thay vì rãnh dẫn vỏ đạn bên phải súng dẫn vỏ đạn đến tay cầm cò súng để nhả xuống phía bên dưới giúp sử dụng thuận cả hai tay thì rãnh đẩy vỏ đạn ra phía trước súng. Ống phóng lựu gắn dưới nòng súng phóng loại lựu đạn 40 mm không vỏ VOG-25 và VOG-25P có thể gắn vào hay tháo ra tùy yêu cầu nhiệm vụ. Nòng súng có thể gắn bộ phận chống giật hay ống giảm thanh. Súng được làm hầu hết bằng vật liệu tổng hợp để giảm trọng lượng và chống ăn mòn.
Hệ thống nhắm cơ bản của súng là điểm ruồi nhưng thân súng cũng có thanh răng để gắn các hệ thống nhắm khác thích hợp hơn. ADS có thể bắn tất cả các loại đạn 5,45×39mm như các loại súng dùng để chiến đấu trên cạn với độ chính xác và hiệu quả tương đương nếu chưa nói là tốt hơn so với AK-74 và AK-74M. Còn khi sử dụng loại đạn PSP dưới nước thì súng hiệu quả hơn APS về độ chính xác và dễ xoay sở.